# Martin E. Jensen
Martin Engelhardt Jensen (født 11. maj 1983) er en tidligere dansk fodboldspiller og nu -træner, der spillede forsvarer for sin klub Boldklubben Frem i den danske 1. division.
I sin aktive karriere havde han mange skader og han har tidligere været fast mand på det danske U/21 landshold. I 2011 måtte han indstille sin karriere pga. skader.
I august 2017 blev han midlertidig cheftræner for Boldklubben Frem, efter at klubben havde taget afsked med Danny Jung.